# Podprudnoevatnet
Podprudnoevatnet är en sjö i Antarktis. Den ligger i Östantarktis. Norge gör anspråk på området. Podprudnoevatnet ligger 127 meter över havet.
I övrigt finns följande vid Podprudnoevatnet:
- Skala Palec (en kulle)
- Palets Rock (en kulle)
- Rebristajahøgda (ett berg)